# Toyota Urban Supporter
Toyota Urban Supporter – samochód dostawczy produkowany pod japońską marką Toyota od lipca 2001 do lipca 2004 roku. Pojazd został wprowadzony na rynek jako następca modelu QuickDelivery 100, podobnie jak poprzednik był vanem o ładowności 1 t. Do konstrukcji wykorzystano rozwiązania z modelu Dyna, dzięki czemu pojazd mógł być większy niż QuickDelivery 100. Do napędu służył wysokoprężny silnik R4 5L o pojemności trzech litrów i mocy 91 KM (67 kW). Napęd mógł być przenoszony na tylną lub obie osie. Przy rozstawie osi równym 2300 mm długość nadwozia wynosiła 4640 mm.